# Dillenburg
Dillenburg település Németországban, Hessen tartományban. Lakosainak száma 23 533 fő (2023. december 31.). Dillenburg Eschenburg, Siegbach, Herborn, Breitscheid (Hessen) és Haiger községekkel határos.

## Fekvése
Siegentől délkeletre, a Dill-völgyében fekvő település.

## Története

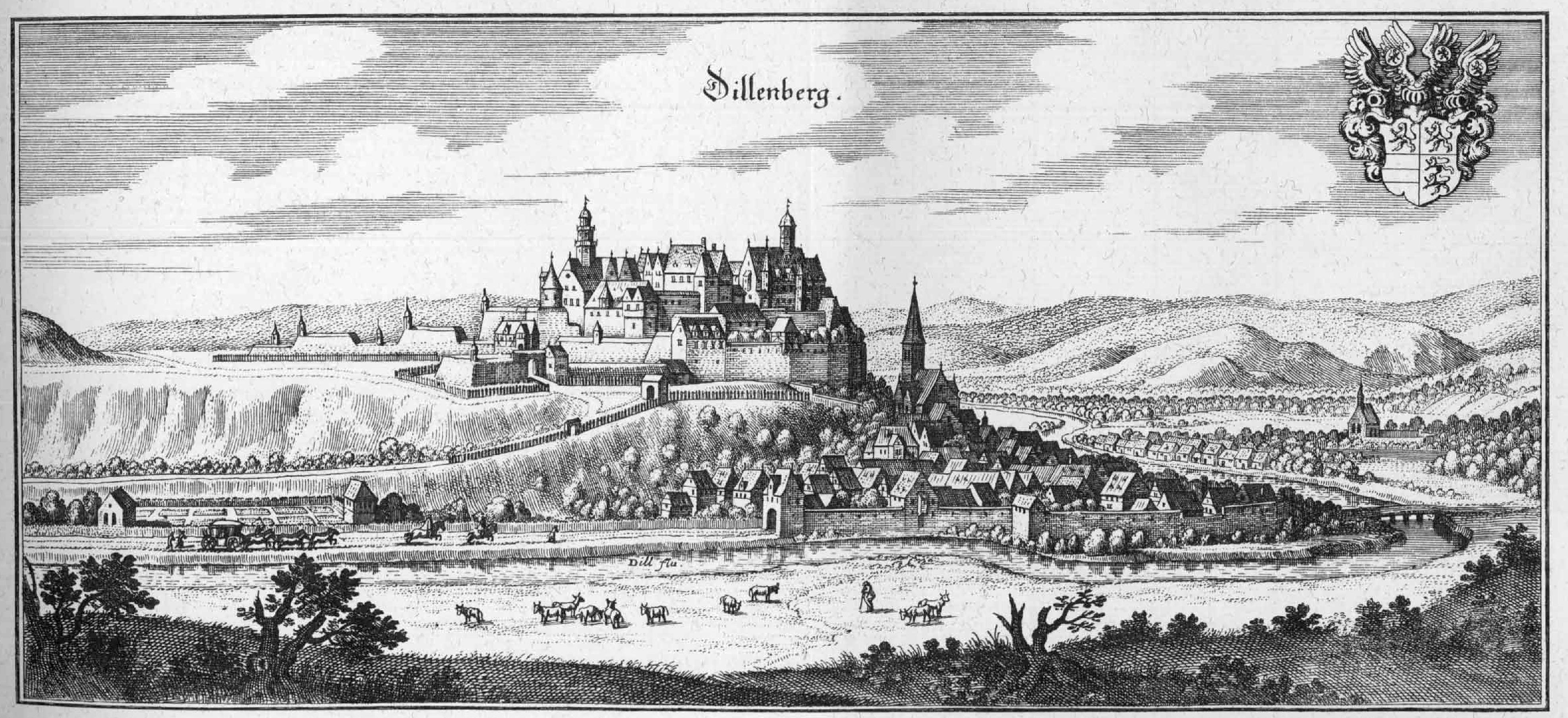

A több mint 600 éves város a 16. században jelentős európai események központja volt: Orániai Vilmos (Wilhelm von Nassau-Oranien), a nassaui grófok egyik leszármazottja a flandriai csatamezőkön vívott sikeres ütközetek után megszabadította a hollandokat a spanyol uralom alól, emiatt a nép elnevezte a hollandok megszabadítójának. A városfalak őrzik emlékét e hős korszaknak. Az egykor hatalmas erődítményszerű várkastély maradványait máig megcsodálhatjuk, melynek kazamatái 3 szinten át húzódnak a föld alatt.

## Galéria

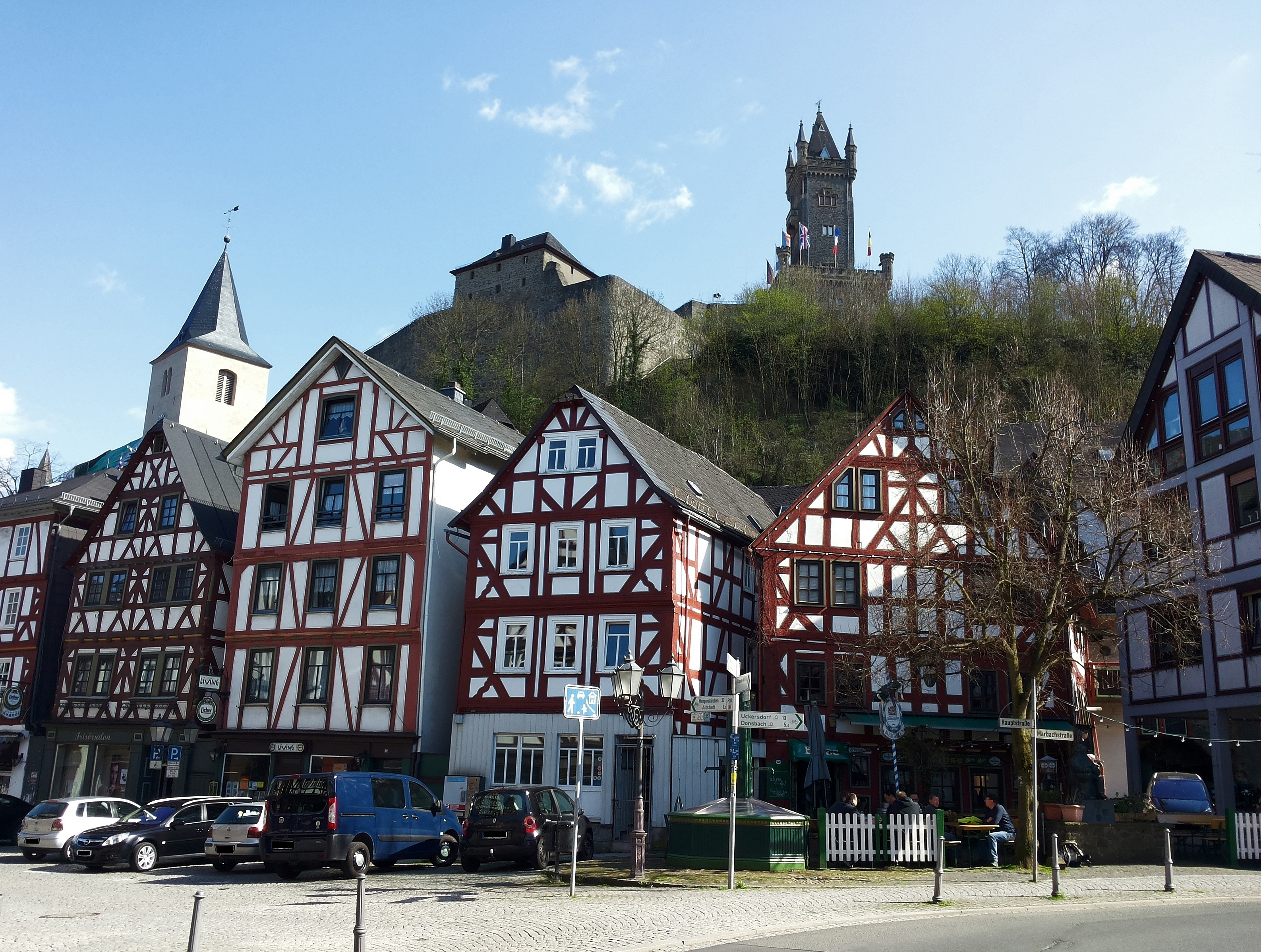
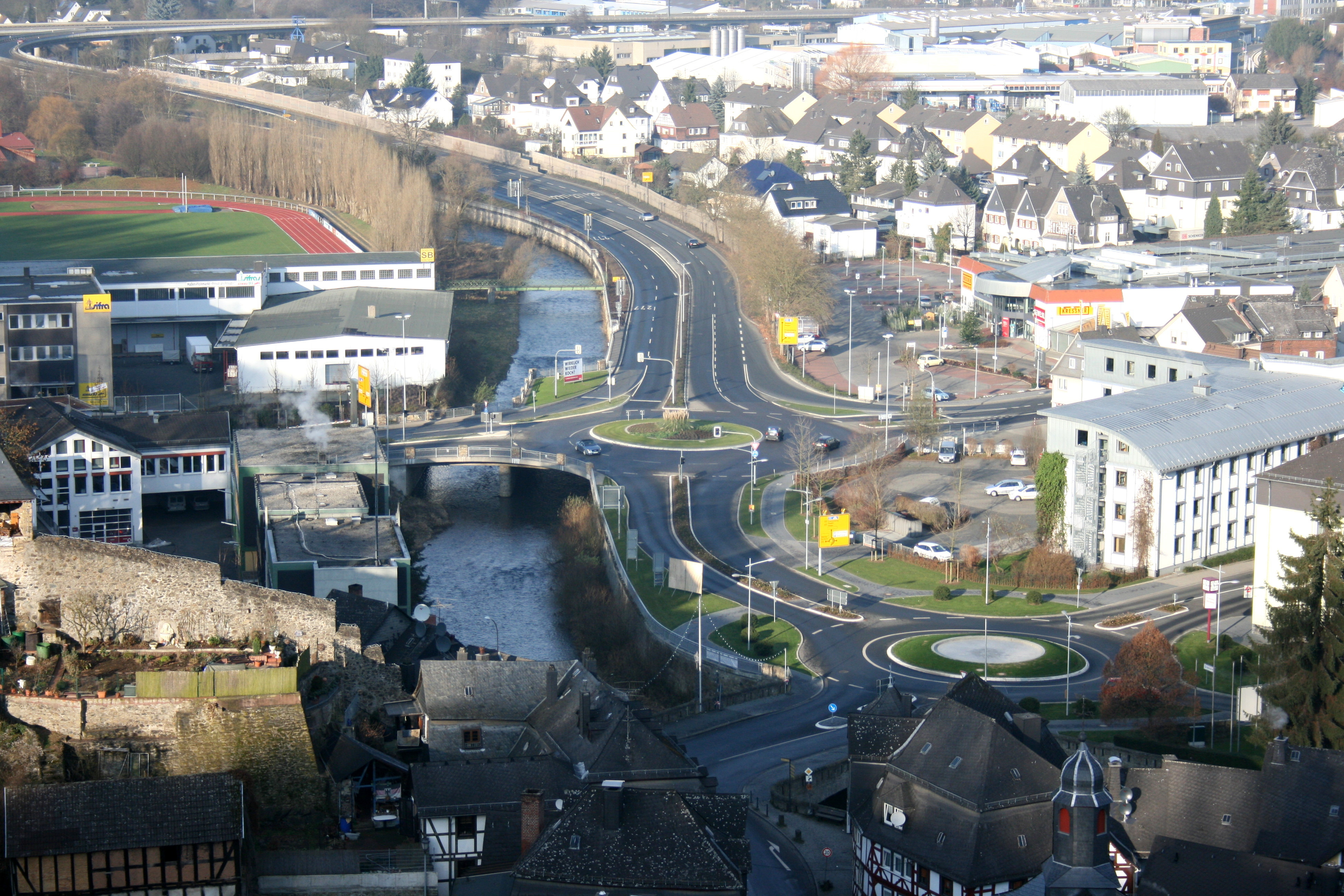
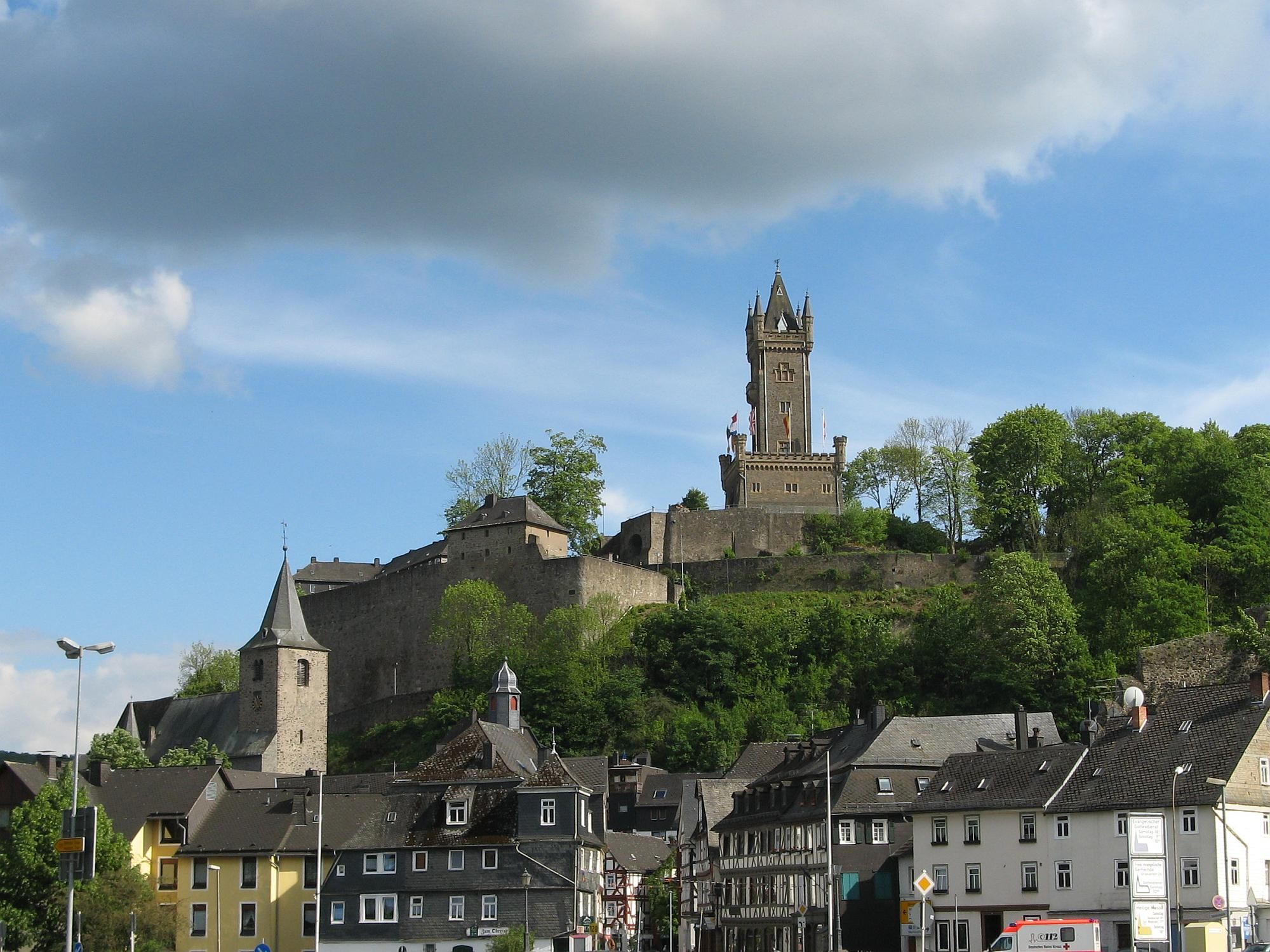
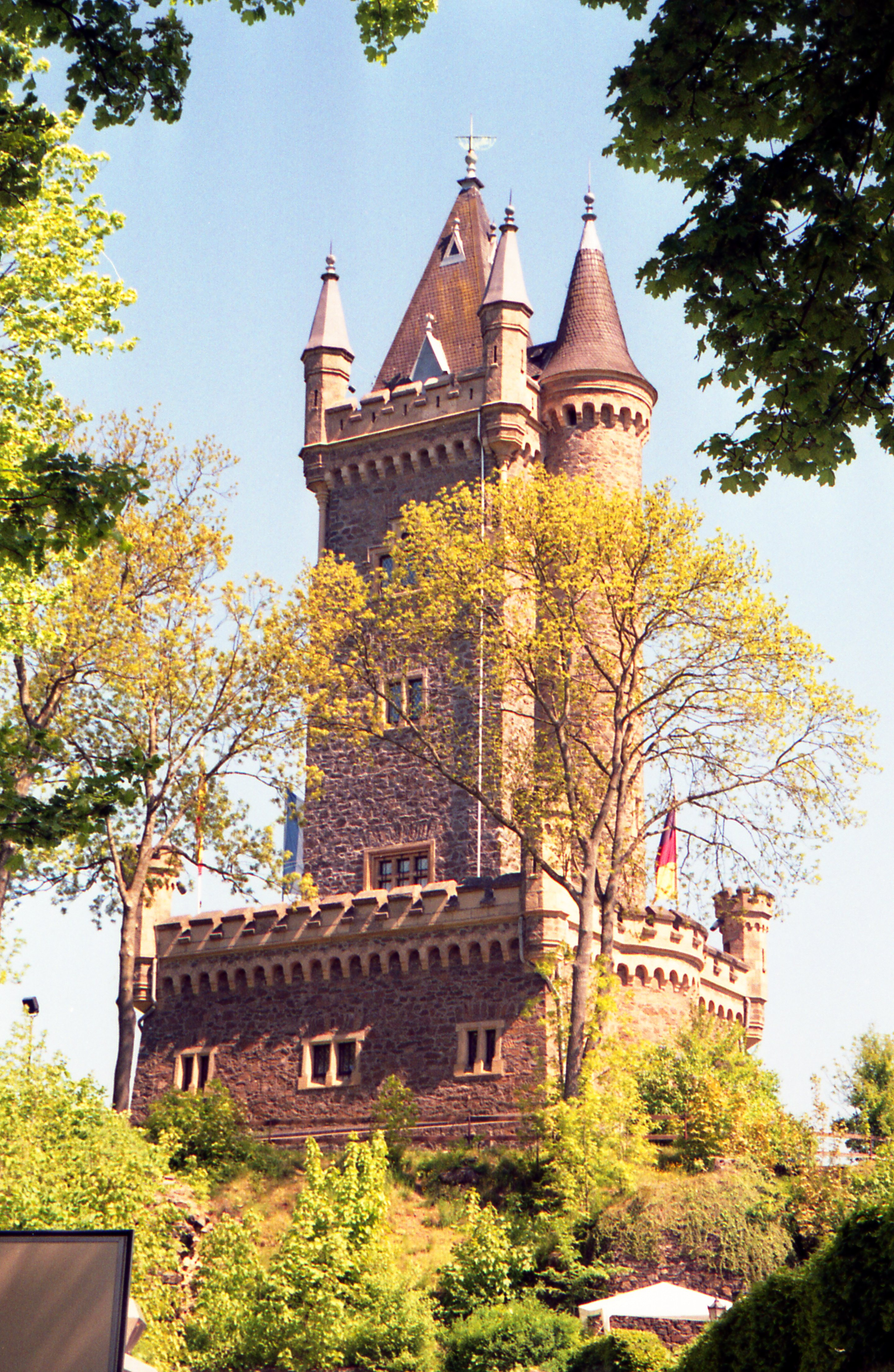
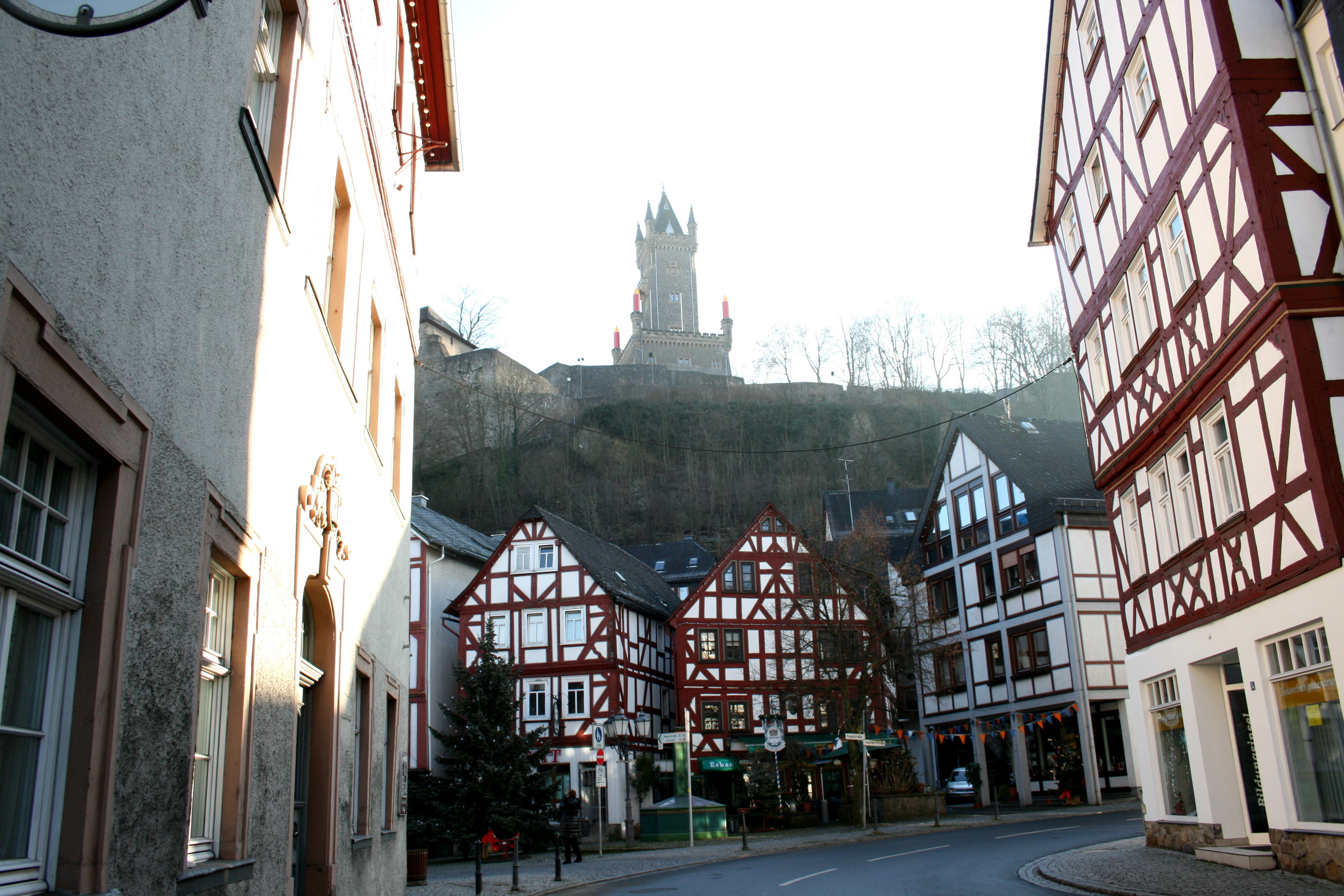
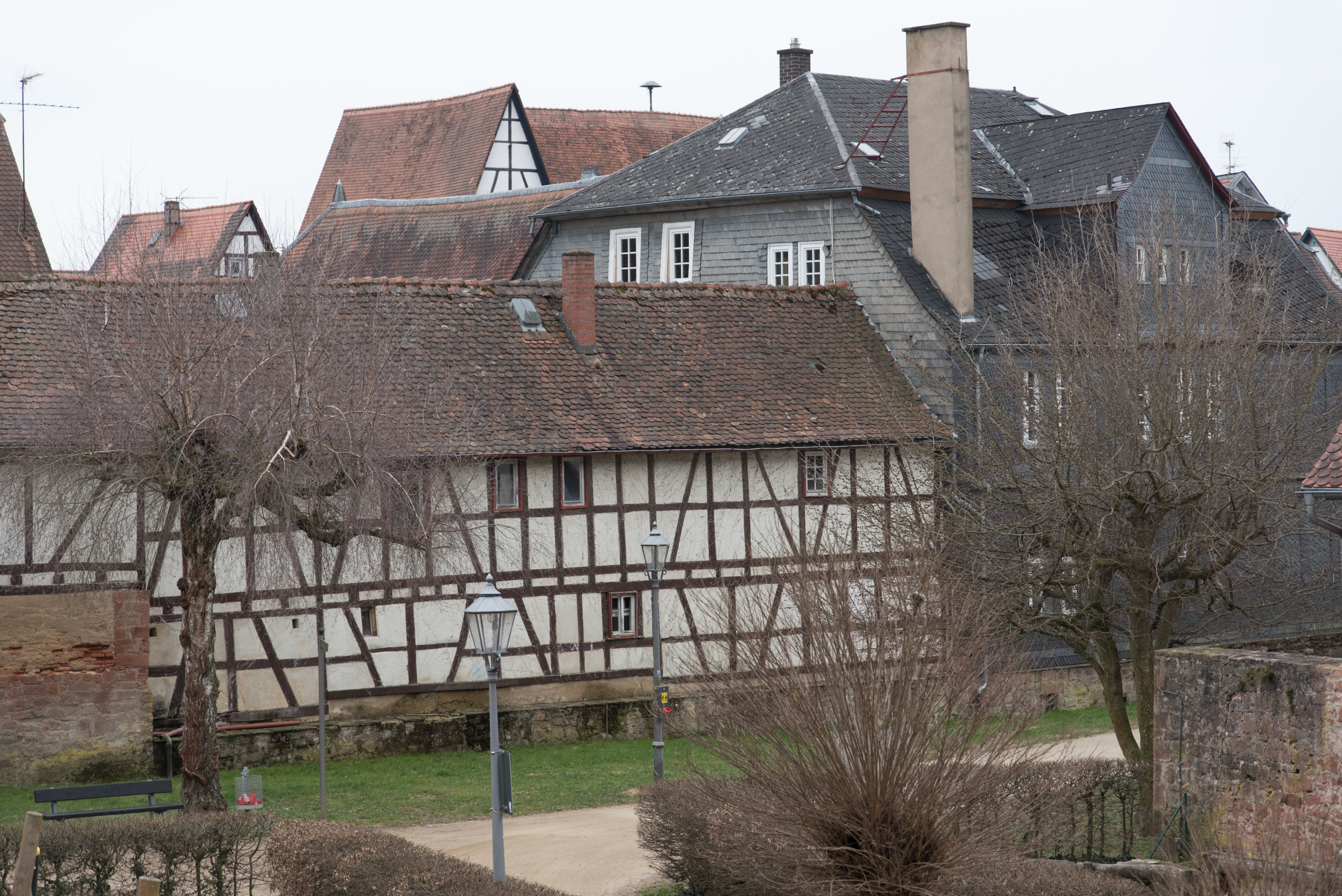
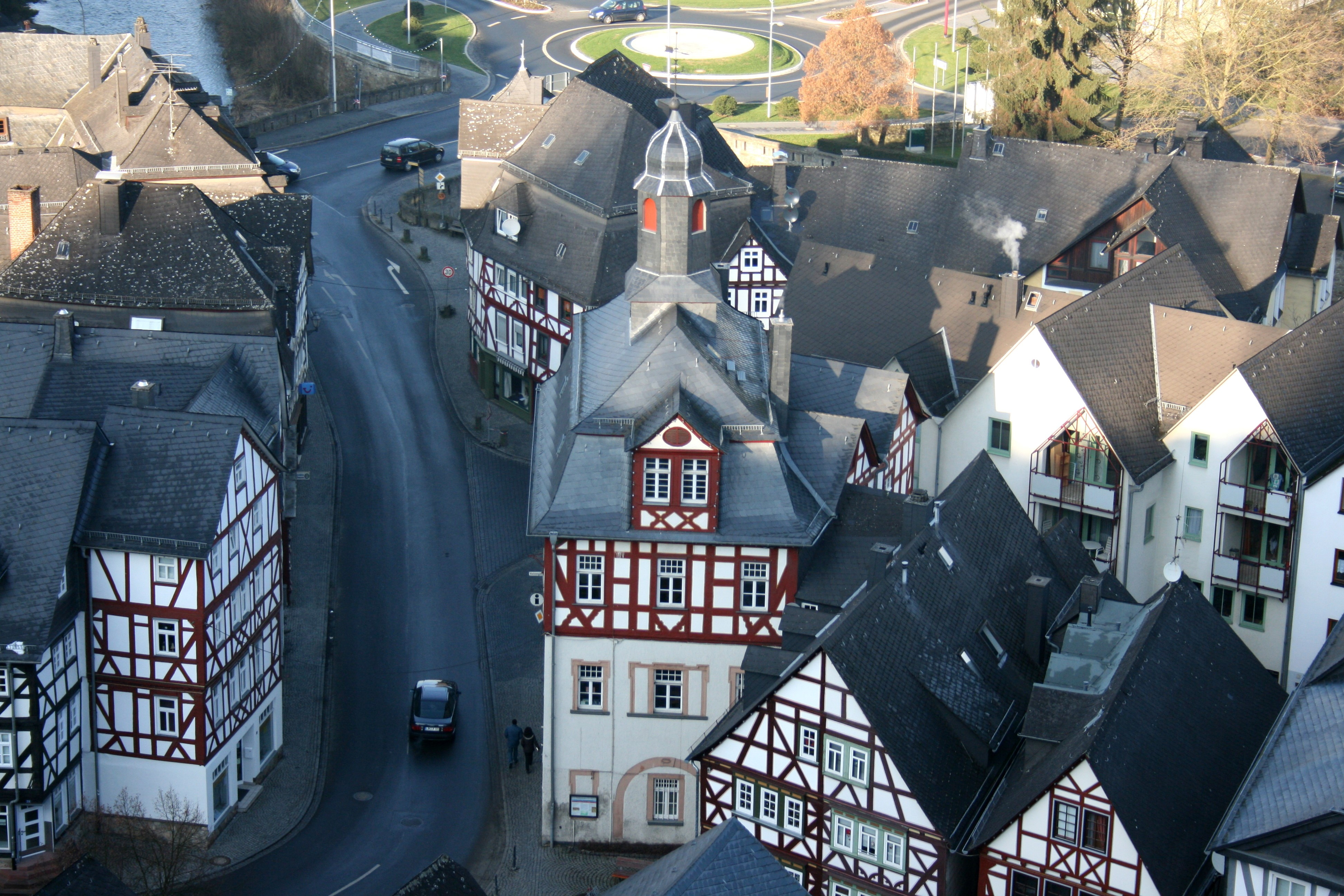
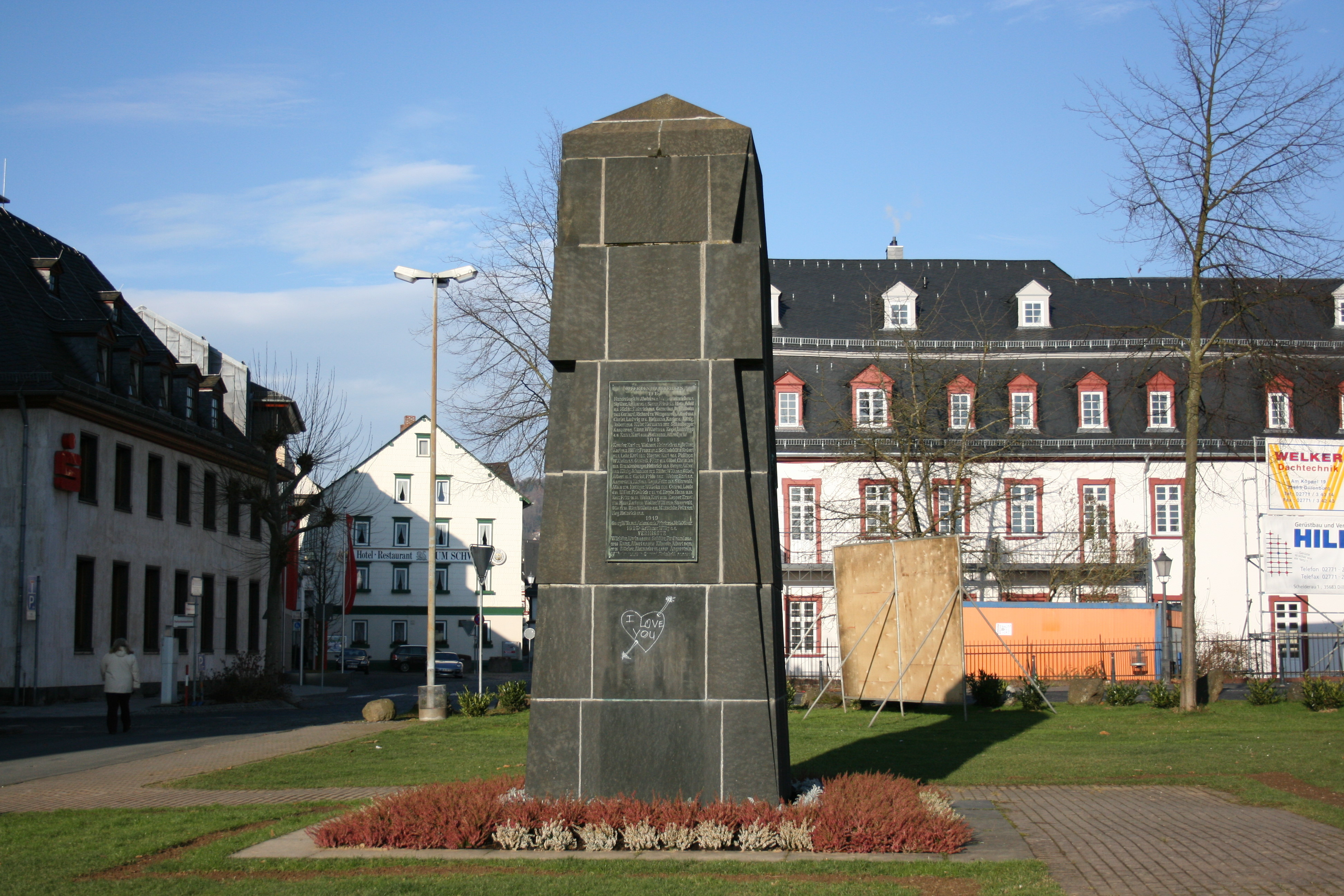
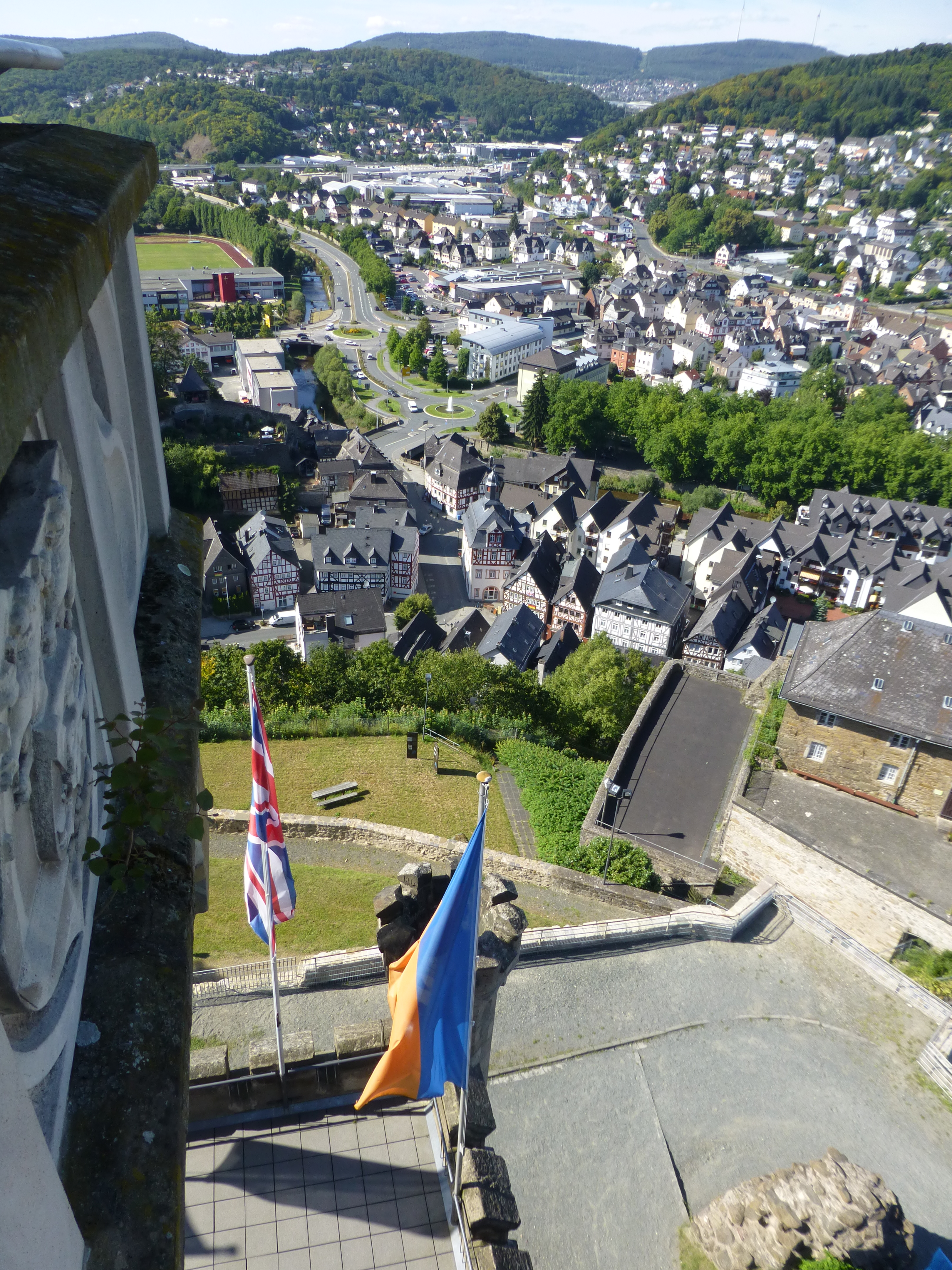
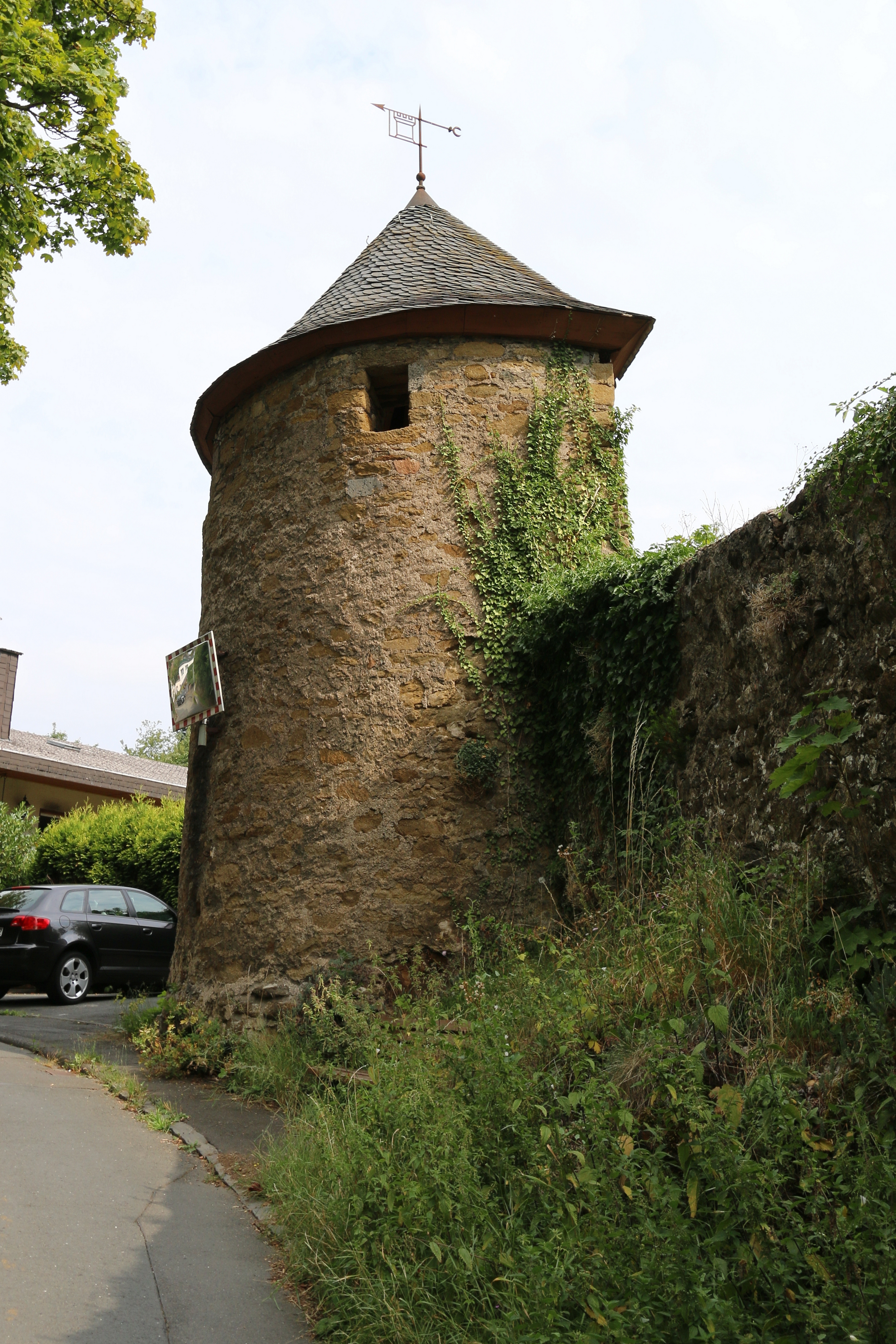
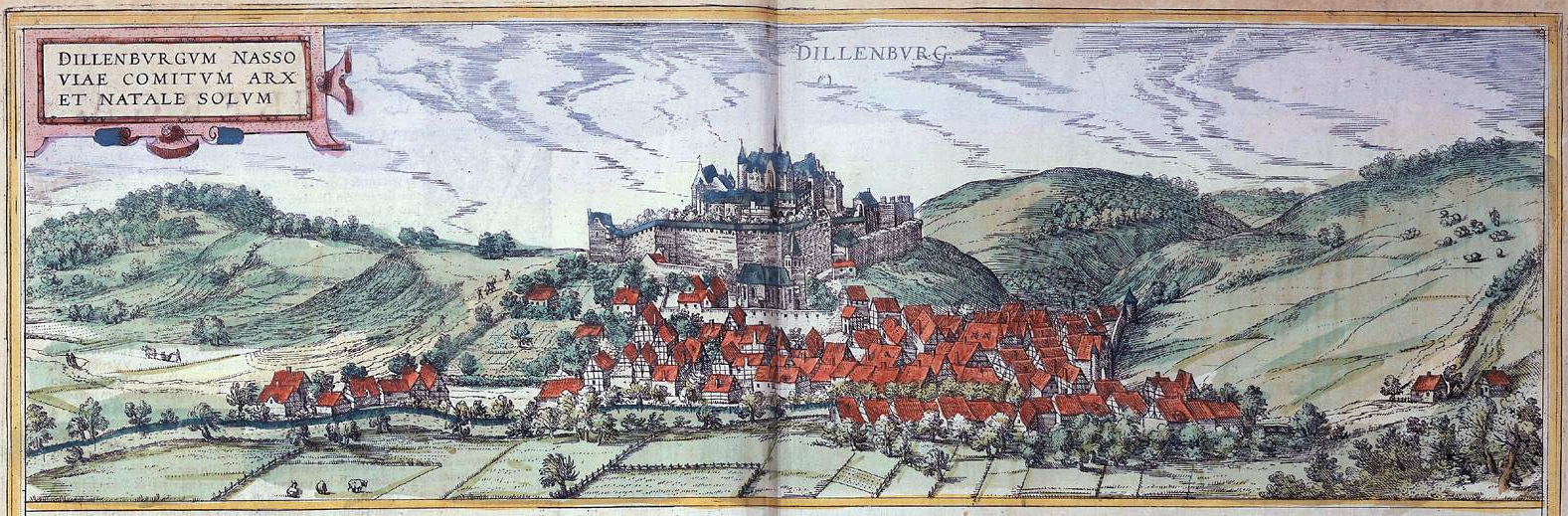

## Nevezetességek
- Várkastély
- Régi városi templom
- Helytörténeti múzeum